# Kiboleria silvaepluvialis
Kiboleria silvaepluvialis är en tvåvingeart som beskrevs av Lindner 1956. Kiboleria silvaepluvialis ingår i släktet Kiboleria och familjen myllflugor.
Artens utbredningsområde är Tanzania. Inga underarter finns listade i Catalogue of Life.